# Notfallplan für Reisende
Ein Notfallplan für Reisende beinhaltet Vorsorgemaßnahmen, um vermeidbare Schäden bei einer Reise auszuschließen und tatsächlich eingetretenen Schaden in Umfang und Auswirkungen für die Betroffenen so gering wie möglich zu halten. Der Notfallplan dient der persönlichen Sicherheit auf Reisen und erleichtert eine zeit- und ortsunabhängige Hilfeleistung, die unter Umständen lebensrettend sein kann.

## Zweck eines Notfallplans
Für Reisende besteht ein erhöhtes Risiko, in eine Notfallsituation zu geraten. Regelmäßig verursacht der Umstand, dass sich die betroffene Person fern dem Heimatort befindet, zusätzliche Probleme bei der Behebung der Störung. Ein Notfall im Ausland kann erhöhte Anforderungen an Betroffene, deren Reisebegleiter oder Vertrauenspersonen zu Hause stellen, um situationsgerecht und schnell Hilfe leisten zu können. Zweckmäßige Vorsorgemaßnahmen können im Sinne eines Notfallplans für Reisende in die Reisevorbereitungen einfließen und ihrerseits einen wichtigen Bestandteil einer allfällig vorhandenen Reisecheckliste darstellen. Ziel ist es, trotz Diebstahl oder Verlust über wichtige persönliche Dokumente und Informationen zu verfügen sowie zu gewährleisten, dass bei Handlungsunfähigkeit eine Vertrauensperson für den Betroffenen handeln kann.

## Notfallsituation
Der gravierendste Notfall stellt die Gefahr für Leib und Leben der betroffenen Person dar. Darunter fallen nicht nur medizinische Notfälle. Auch bei Entführung oder Verschleppung durch Terroristen oder Kriminelle und bei vermissten Personen herrscht eine evidente Gefährdungslage. Verhaftung oder Untersuchungshaft in einer fremden Rechtsordnung stellen für Betroffene und deren Bezugspersonen gleichermaßen einen Notfall dar. Erpressung, Diebstahl oder Verlust von Reisepass, Geld, Kreditkarten, Gepäck usw. sind weitere Ereignisse, welche Reisende unerwartet in Notsituationen bringen und vor große Probleme stellen können.
Besondere Probleme stellen sich bei Handlungsunfähigkeit der betroffenen Person bspw. infolge Hospitalisierung oder Verhaftung in einem fremden Land. Wenn die Reisepartner nicht miteinander verwandt sind, kann ihnen der Zutritt zum Krankenbett oder die bloße Kontaktaufnahme durch Spitäler oder Behörden verweigert werden.
Für selbständig erwerbende Personen kann es angebracht sein, dass sie für den Fall einer unvorhergesehenen Abwesenheit oder Handlungsunfähigkeit entsprechende Vollmachten bei ihrer Bank oder einem Rechtsanwalt/Notar hinterlegen und entsprechende Anweisungen hinterlassen, um die Weiterführung der Geschäfte zu gewährleisten.

## Datenbeschaffung
Von Reisenden werden für die Datenbeschaffung unterwegs verschiedenste Medien eingesetzt. Computer, Internet, Mobiltelefone, digitale Datenspeicher, aber auch analoge Verfahren wie Fotokopien, Adressbücher, ausführliche Reiseprogramme usw. werden von Reisenden benutzt, um sich für die wahrscheinlichsten Notfallsituationen vorzubereiten. Die Informationsbeschaffung mittels dieser Medien ist – mit Ausnahme von Datenübertragung aus dem Internet – jedoch nur möglich, solange Betroffene darüber physisch verfügen können. Diebstahl, Verlust und Handlungsunfähigkeit der betroffenen Person schließen eine Datenbeschaffung aus. Angesichts der globalen Verbreitung von Internetzugängen ist einer Dateninformationsquelle über das Internet der Vorzug zu geben. Es ist jedoch eine unverzichtbare Voraussetzung, dass persönliche Daten nur über gesicherte Internetzugänge abgerufen werden (sichere Datenserver und sichere Datenübertragung mit Verschlüsselungsprotokoll).

## Erhöhtes Sicherheitsrisiko
Naturgemäß setzen sich alle Reisenden einem gewissen Risiko bezüglich unvorhersehbarer Notfallsituationen aus. Ein erhöhtes persönliches Sicherheitsrisiko tragen hingegen besondere Personengruppen wie Geschäftsreisende, Mitarbeitende von Non-Profit-Organisationen oder Nichtregierungsorganisationen, Volunteer-Reisende, Forschungsreisende, Alleinreisende, Abenteuerreisende, nicht verwandte Reisepartner, Reisende in den Bereichen Trecking, Low-Budget usw. Auch Auslandsaufenthalte von Schülern und Studenten sowie solche zu Geschäfts- oder Urlaubszwecken stellen erhöhte Anforderungen an eine vorausschauende Notfallplanung.

## Elemente des Notfallplans
Ein Notfallplan für Reisende sollte mindestens die folgenden Vorsorgemaßnahmen enthalten (die Liste ist summarischer Art und nicht abschließend):

### Vertrauensperson bestimmen
Es ist eine (oder mehrere) Vertrauensperson(en) zu bestimmen, die bereit ist, den Reisenden im Notfall zu unterstützen. Vertrauenspersonen und Angehörige der Reisenden sollten über die gegenseitigen Kontaktdaten verfügen. Reisepartner sollten gegenseitig die Kontaktdaten ihrer Vertrauenspersonen und Angehörigen austauschen.

### Information der Vertrauensperson
Reiseroute und Änderungen während der Reise, Zeitplan, Aufenthaltsorte, Kontakte vor Ort, Zeitpunkt der Kontaktaufnahme mit Vertrauensperson usw. sind der Vertrauensperson mitzuteilen.

### Persönliche Reisedokumentation erstellen
Die persönliche Reisedokumentation muss alle wichtigen Informationen enthalten: Adressen, Telefonnummern, Kopien der wichtigsten Reisedokumente (bspw. Reisepass, Visum), Notfallnummer der Kreditkartenzentrale, medizinische Informationen (bspw. Medikamente, Blutgruppe) usw. Reisende bzw. Patienten mit chronischen Leiden sollten sich die wichtigsten Behandlungsmaßnahmen für den Notfall von ihrem Arzt bescheinigen lassen.
Die Reisedokumentation ist im Idealfall mit gescannten Dokumenten zu erstellen und auf Datenträger und/oder im Internet (nur wenn sichere Server und verschlüsselte Datenübertragung zur Verfügung stehen) verfügbar zu machen. Wichtig: keine Geheimzahlen bzw. PIN-Codes in der Dokumentation auf die Reise mitnehmen, denn bei Verlust droht Missbrauch!
Eine vollständige Reisedokumentation ist an die Vertrauensperson und evtl. an die Reisepartner zu übergeben.

### Vollmacht für den Notfall
Bei Handlungsunfähigkeit der betroffenen Person benötigt die Vertrauensperson oder Reisebegleitung eine entsprechende Vollmacht für den Notfall. Eine Notfallvollmacht ist im Rahmen der Reisevorbereitungen zu Hause auszustellen und darf nur an Vertrauenspersonen abgegeben werden, welche vollumfängliches Vertrauen genießen. Die Gültigkeit der Vollmacht ist auf die Dauer der reisebedingten Abwesenheit zu beschränken. Für die Formulierung einer Vollmacht ist im Zweifel ein Anwalt oder Notar beizuziehen. Bei Reisen außerhalb des deutschsprachigen Raumes ist eine Vollmacht in englischer Sprache abzufassen. Die Notfallvollmacht bildet einen Bestandteil der persönlichen Reisedokumentation.

### Übersetzung und Beglaubigung wichtiger Dokumente
Kopien von wichtigen Dokumenten können vor der Abreise mit einer amtlichen Beglaubigung versehen werden, um deren Akzeptanz im Behördenverkehr sicherzustellen. Im internationalen Reiseverkehr empfiehlt es sich, alle wichtigen Dokumente (bspw. medizinische Informationen, Notfallvollmacht) in englischer Sprache zu verfassen bzw. zu übersetzen.